# Casupá
Casupá és una localitat de l'Uruguai, ubicada a l'est del departament de Florida. Té una població aproximada de 2.668 habitants, segons les dades del cens del 2004. És la tercera urbanització més important del departament després de Florida i Sarandí Grande.
La villa de Casupá va ser fundada pels immigrants catalans Isidro Pons i Ramon Juani el gener de 1908.
Es troba a 117 metres sobre el nivell del mar.
| 1963  | 1975  | 1985  | 1996  | 2004    |
| ----- | ----- | ----- | ----- | ------- |
| 2.047 | 2.330 | 2.352 | 2.593 | {{{5}}} |